# ANA関西空港
ANA関西空港株式会社（エーエヌエーかんさいくうこう）は、主に旅客ハンドリング業務を行うANAグループの企業。本社は大阪府泉佐野市関西国際空港の航空会社北ビル内に入居している。

## 概要
関西国際空港において全日本空輸(ANA)の地上業務並びに受託を受けた他の航空会社の地上業務を行う会社である。

## 沿革
1993年 - ANAは関西国際空港の開港に向け全日本空輸(株)大阪空港支店の機能の一部を分社化し、旅客サービスを担う新会社「ANA SKYPAL」（エーエヌエースカイパル）の設立を発表し、1994年に同社は関空開港と共に誕生した。
その後2011年、ANAは国内基幹空港の空港運営会社化を推進、再編計画に則って経営統合する。当時ANA SKYPALは、関空・伊丹・神戸の3拠点の旅客サービス等を主に担っていたが、空港全体の運営会社化に則り、分割。関空のグランドバンドリング会社、新関西エアポートサービス（NKAS）と統合し、2012年にANA関西空港（株）が誕生した。
一方伊丹にはANA大阪空港（株）が開業し、神戸空港はANA大阪空港の神戸事業部として同社に継承された。

## 空港会社特性
1994年、関空は日本の新バブとなる国際拠点空港として開港。首都圏と異なり、24時間運用可能なANAの新たな基幹空港として、ヨーロッパ、オセアニアの他アジア各国にも就航。国内外問わず多くの路線に就航していた。ANA関西空港支店内に、運航支援を行うステーションコントロール部門の他、関空ベースの客室部門（関空を拠点に国内線・国際線に乗務）、整備部、貨物郵便部、旅客サービス部門をANA SKYPAL、グランドハンドリングをNKASが担っていた。空港内には当時エアージャパン（AJX）やエアーニッポン（ANK）の拠点もあり、関空発着のグアムやソウル線など国際線の一部をAJX、北海道や松山等の一部国内線をエアーニッポンの関空ベース乗務員で運航していた。
尚、2011年には今や日本のLCC史上の草分け的存在となった、ANAグループのLCC、Peach（ピーチアビエーション）が誕生し、関空を拠点に国内外へ就航する。。人工島の特性により、空港の運用が24時間可能な為、首都圏の悪天候や緊急時の受け入れ空港としても利便性が高く、ANAの基幹空港として大きく貢献している空港である。また、Peachの拠点として、同社の就航後には第二ターミナルの拡張や滑走路も増え、関西空港内のANAグループ全体の事業規模も拡大傾向にある。特にインバウンド需要が増えることで、国際線の需要にも常に柔軟な対応を行っており、旅客輸送需要・貨物輸送需要共に増えている。実際に空港を運営するKANSAI AIRPORTは大阪関西万博に向けて、より多くのインバウンド需要を見越し、ターミナルのリニューアルを進めており、万博までにほぼ全てのエリアが工事を終え開業し、利用客の快適性を考慮した施設や設備に一新されることとなる。

## 受託航空会社
- 全日本空輸
- エバー航空
- ルフトハンザドイツ航空
- Peach Aviation
- スターフライヤー
- アシアナ航空
- ニュージーランド航空
- 山東航空
- タイ国際航空
- ユナイテッド航空
- ベトナム航空
- 深セン航空
- ルフトハンザ・カーゴ